# Stefan Kiefer
Stefan Kiefer (* 17. November 1965 in Bad Kreuznach; † 27. Oktober 2017 in Sepang, Malaysia) war ein deutscher Motorradrennfahrer sowie Teamchef und Mitbesitzer des Rennstalls Kiefer Racing.

## Leben
Stefan Kiefer stammte aus Bad Kreuznach und war zwischen 1989 und 1994 im Motorradrennsport aktiv. Mit seinem Bruder Jochen Kiefer betrieb er in Idar-Oberstein ein Motorrad-Geschäft. 1998 gründete er zusammen mit seinem Bruder das Team Kiefer Racing, das 2003 in die Motorrad-Weltmeisterschaft einstieg. Stefan Kiefer war ab 2011 hauptamtlicher Teamchef des Rennstalls, der 2011 mit Stefan Bradl (Moto2) und 2015 mit Danny Kent (Moto3) zwei Fahrerweltmeistertitel gewann.
Kiefer war Vater eines Sohnes und lebte mit seiner Lebensgefährtin in Wilthen. Er wurde im Oktober 2017 während des vorletzten Laufes der Motorrad-Weltmeisterschaft in Malaysia von seinem Bruder, mit dem er sich das Zimmer teilte, tot im Hotelzimmer in Sepang aufgefunden.
Die spätere Obduktion ergab, dass Kiefer infolge eines Herzinfarktes gestorben war, wie die Familie im November 2017 bekannt gab.
Seit Stefans Tod wird Kiefer Racing von Jochen Kiefer alleine geleitet. Das Team geht 2021 mit Luca Grünwald auf BMW in der IDM Superbike an den Start.

## Weltmeister im Kiefer Racing Team
- 2011 –  Stefan Bradl, Moto2-Weltmeister auf Kalex
- 2015 –  Danny Kent, Moto3-Weltmeister auf Honda

## Kiefer Racings Moto2-Team-WM-Ergebnisse (seit 2018)
- 2018 – Elfter
- 2019 – 18.

## Grand Prix-Siege als Teamchef
| Saison | Klasse  | Rennen                                                                      |
| ------ | ------- | --------------------------------------------------------------------------- |
| 2008   | 125 cm³ | Tschechien Japan                                                            |
| 2010   | Moto2   | Portugal                                                                    |
| 2011   | Moto2   | Katar Portugal Katalonien Vereinigtes Konigreich                            |
| 2015   | Moto3   | USA-Texas Argentinien Spanien Katalonien Deutschland Vereinigtes Konigreich |